# Mangas Coloradas
Mangas Coloradas (em português, Mangas Vermelhas) ou Dasoda-hae (1793-1863) foi um famoso chefe Apache, membro da tribo dos Chiricahuas do Leste, cujo território se estendia até o Oeste a partir do Rio Grande, incluindo o que hoje é o sudoeste do Novo México. Considerado um dos mais importantes líderes Apaches do século XIX, Mangas Coloradas uniu a nação Apache contra o domínio dos Estados Unidos e foi um dos líderes combatentes das chamadas Guerras Apache.
Nas décadas de 1820 e 1830 os inimigos dos apaches eram os mexicanos, que haviam conquistado sua independência da Espanha em 1821. Em 1835 o México ofereceu uma recompensa por escalpos Apaches. Quando Juan Jose Compas, líder dos Apaches Mimbrenos, foi assassinado por caçadores de recompensa em 1837, Mangas se tornou o principal chefe e comandante Apache. Sem demora iniciou uma série de retaliações contra os mexicanos.

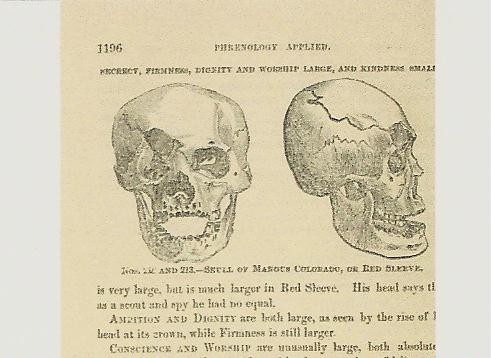
Desenho do crânio de Mangas Coloradas em "Human Science" de Orson Squre Fowler

Quando os Estados Unidos declararam guerra ao México, a nação Apache prometeu aos soldados americanos passagem segura por seu território. Em 1846, quando os E.U.A. reclamaram territórios mexicanos, os índios Apaches assinaram um tratado de paz, respeitando-os como conquistadores do povo inimigo mexicano. Uma complicada relação de paz entre os Apaches e os Estados Unidos se manteve até a década de 1850, quando a chegada de mineradores de ouro às montanhas Santa Rita deu início a um conflito. Em 1851, próximo ao campo Pinos Altos, Mangas Coloradas foi atacado por um grupo de mineradores que o amarraram à uma árvore e o espancaram. Outros acidentes semelhantes aconteceram, violando o tratado e provocando represálias por parte dos Apaches. Em dezembro de 1860, trinta mineradores organizaram um ataque surpresa ao acampamento dos Bedonhokes, a oeste do Rio Mimbres. De acordo com o historiados Edwin R. Sweeney, os mineradores "... mataram quatro índios, feriram outros, e capturaram treze mulheres e crianças." Pouco depois, Mangas iniciou ataques contra propriedades e cidadãos americanos.
A filha de Mangas Coloradas, Dos-Teh-Seh, casou-se com Cochise, principal chefe dos Apaches Chokonen. Em fevereiro de 1861, o tenente George N. Bascom e suas tropas enganaram Cochise e usaram-no, bem como à sua família e vários guerreiros, numa armadilha na Passagem Apache, no sudeste do Arizona. Com um filho morto e ferido, Cochise conseguiu escapar mas outros filhos e família  foram mantidos sob custódia. As negociações foram infrutíferas e os reféns de parte a parte foram mortos (inclusive os demais filhos de Cochise). Este episódio, conhecido como o "caso Bascom", ainda teve a retaliação contra o irmão de Cochise e cinco outros guerreiros, enforcados em árvores. Mais tarde, naquele mesmo ano, Mangas e Cochise forjaram uma aliança, com o objetivo de expulsar todos os anglo-americanos do território Apache. Juntaram-se a eles o chefe Juh e o famoso guerreiro Geronimo. Embora sua meta jamais tenha sido alcançada, a população anglo-americana no território Apache foi enormemente reduzida por alguns anos, durante a Guerra Civil Americana.
No verão de 1862, após se recuperar de um tiro no peito, Mangas Coloradas foi contactado por um intermediário para um acerto de paz com os americanos. Em janeiro de 1863, ele decidiu encontrar pessoalmente os líderes militares americanos no Forte McLane, no sudoeste do Novo México. Mangas foi com uma bandeira branca sinalizando trégua ao encontro com o Brigadeiro General Joseph Rodman West, um oficial da Califórnia e futuro senador da Louisiana. Soldados armados o fizeram refém. West é acusado de dar a ordem de execução aos soldados.
Naquela noite, Mangas foi torturado, baleado e morto enquanto "tentava escapar". No dia seguinte, soldados americanos cortaram sua cabeça, cozinharam-na, e enviaram o crânio para Orson Squire Fowler, um frenologista da cidade de Nova Iorque.(Uma análise frenológica do crânio e um esquema dele aparecem no livro de Fowler "Human Science: or...", de 1873). A mutilação do corpo de Mangas apenas aumentou a hostilidade entre os Apaches e os Estados Unidos, com a guerra continuando durante quase um quarto de século.

## Aparições na Literatura
- Flashman and the Redskins (1982) de George MacDonald Fraser
- Apache (1931), Will Levington Confort